# Anastasia Blayvas
Anastasia Blayvas (ur. 13 stycznia 2001) – niemiecka zapaśniczka walcząca w stylu wolnym. Olimpijka z Paryża 2024, gdzie zajęła dziesiąte miejsce w kategorii do 50 kg. Brązowa medalistka mistrzostw świata w 2023 roku. 
Trzecia na mistrzostwach Europy w 2024; piąta w 2022. Srebrna medalistka MŚ wojskowych w 2025.
Brązowa medalistka igrzysk olimpijskich młodzieży w 2018. Trzecia na MŚ U-23 w 2022 i 2024. Druga na ME w 2022 i trzecia w 2023. Trzecia na ME juniorów w 2021 i na MŚ kadetów w 2017 i Europy w 2018 roku.
Mistrzyni Niemiec w 2023; trzecia w 2019 roku.